# 촉진유전자
촉진유전자(促進遺傳子, 영어: promoter) 또는 프로모터는 전사 (DNA에서 RNA를 합성하는 단계)의 시작에 관여하는 유전자의 상류 영역을 가리킨다. 즉, RNA 중합 효소(RNA Polymerase)가 결합하는 DNA 가닥의 한 부위 또는 DNA 한 가닥에 상보적인 RNA를 합성, 즉 전사(轉寫)가 시작되는 부위를 말한다. 일반적으로 특정 유전자의 시작부위로부터 1kbps 안쪽에 있는 경우가 대부분이며, 이 밖에서 전사를 촉진하는 부분은 인헨서라고 불린다.

## 같이 보기
- 활성인자
- 오페론
- 유전자 발현의 조절
- 억제자
- 전사인자